# 일반상대론의 역사
일반 상대성이론은 알베르트 아인슈타인이 1907년에서 1915년 사이에 개발한 중력 이론으로, 1915년 이후 많은 사람들이 이에 기여했다. 일반 상대성 이론에 따르면, 관찰된 질량 간의 중력은 그 질량에 의한 공간과 시간의 휘어짐으로 인해 발생한다.
일반 상대성이론이 나오기 전에는 뉴턴의 만유인력의 법칙이 200년 이상 동안 질량 사이의 중력에 대한 유효한 설명으로 받아들여져 왔다. 뉴턴 자신은 이 이론을 중력의 본질에 대한 최종적인 결론으로 여기지 않았다. 뉴턴이 공식화한 지 1세기 만에, 주의 깊은 천문학적 관찰을 통해 이론과 관찰 사이에 설명할 수 없는 차이가 드러났다. 뉴턴의 모형에 따르면 중력은 거대한 물체들 사이의 인력에 의해 발생한다. 뉴턴조차도 그 힘의 알려지지 않은 본질에 대해 고민했지만, 그 기본 틀은 운동을 설명하는 데 매우 성공적이었다.
그러나 실험과 관찰 결과, 아인슈타인의 설명은 수성과 다른 행성의 궤도에서 나타나는 미세한 이상 현상과 같이 뉴턴의 법칙으로는 설명할 수 없는 여러 가지 효과를 설명하고 있는 것으로 나타났다. 일반 상대성 이론은 또한 중력파, 중력 렌즈, 중력 시간 지연으로 알려진 시간에 미치는 중력의 효과 등 중력의 새로운 효과를 예측한다. 이러한 예측 중 다수는 실험이나 관찰을 통해 확인되었지만, 일부는 현재도 연구가 진행 중이다.
일반 상대성 이론은 현대 천체물리학의 필수적인 도구로 발전했다. 이는 중력이 너무 강해서 빛조차 빠져나올 수 없는 우주의 영역인 블랙홀에 대한 현재의 이해에 기초를 제공한다. 이들의 강력한 중력은 특정 유형의 천체(활동 은하핵이나 마이크로퀘이사 등)에서 방출되는 강렬한 방사선의 원인으로 여겨진다. 일반 상대성 이론은 또한 표준 빅뱅 우주론 모델의 틀에 속한다.

## 일반 상대성 이론의 창조
중력에 대한 최초의 상대론적 이론은 1905년 앙리 푸앵카레가 제안했다. 그는 빛의 속도로 이동하는 중력파를 통해 중력이 전달된다는 4차원 시공간에서의 로런츠 불변 이론을 발표했다.
아인슈타인이 나중에 말했듯이, 일반 상대성 이론이 발전한 이유는 특수 상대성 이론 내에서 관성 운동을 선호했기 때문이었고, 처음부터 특정 운동 상태를 선호하지 않는 이론이 그에게 더 만족스러운 것처럼 보였다. 그래서 아인슈타인은 1907년에 특허청에서 일하는 동안 자신이 생각하기에 "가장 행복한 생각"을 했다. 그는 상대성 원리가 중력장에도 확장될 수 있다는 것을 깨달았다.
그 결과 그는 1907년에 특수 상대성 이론에 따른 가속도에 관한 논문을 썼고, 이 논문은 1908년에 출판되었다. 그 논문에서 자유낙하는 실제로는 관성 운동이며, 자유낙하하는 관찰자에게는 특수 상대성 이론의 규칙이 적용되어야 한다고 주장했다. 이 주장을 등가원리라고 한다. 같은 논문에서 아인슈타인은 중력시간지연 현상도 예측했다.
1911년에 아인슈타인은 1907년 논문을 확장한 또 다른 논문을 발표했다. 그곳에서 그는 중력장에 있지 않은 균일하게 가속되는 상자의 경우를 고려했고, 그것은 변하지 않는 중력장에 있는 상자와 구별할 수 없다는 것을 알아냈다. 그는 특수 상대성 이론을 사용하여 상자 위쪽에 있는 시계가 위로 가속할 때 아래쪽에 있는 시계보다 더 빨리 달린다는 것을 보여주었다. 그는 시간이 흐르는 속도는 중력장 내의 위치에 따라 달라지며, 속도의 차이는 중력 퍼텐셜에 비례한다는 결론을 내렸다.
이 논문에서는 또한 목성, 태양과 같은 거대 천체에 의한 빛의 굴절 을 예측했다. 비록 대략적인 추정이었지만, 이를 통해 편향이 0이 아니라는 것을 계산할 수 있었다. 아인슈타인은 천문학자들에게 일식 때 태양 근처의 고정된 별의 빛 편향을 직접 관찰해 보라고 촉구했다.
1911년 10월, 프로인틀리히는 베를린의 천문학자 찰스 D. 페린에게 연락하여 아인슈타인의 빛의 굴절 예측을 증명하기 위해 기존의 일식 사진을 조사하는 것이 적합한지 문의했다. 코르도바에 있는 아르헨티나 국립 천문대의 소장이었던 페린은 릭 천문대 에서 1900년, 1901년, 1905년, 1908년에 네 차례의 일식 탐사에 참여했다. 그는 기존의 일식 사진이 아인슈타인의 주장을 증명하는 데 유용할 것이라고 믿지 않았다. 1912년에 프로인틀리히는 페린에게 1912년 10월 10일 브라질에서 일어나는 일식을 위한 프로그램의 일부로 빛의 굴절을 관찰하는 것을 포함시킬 것인지 물었다. 릭 천문대의 W.W. 캠벨 소장은 페린에게 수은 내부 카메라 렌즈를 대여해 주었다. 페린과 코르도바 팀은 빛의 굴절을 관찰하는 데 특화된 장비를 제작한 유일한 일식 탐사대였다. 불행히도 모든 탐험대는 폭우로 인해 관찰이 불가능했다. 그럼에도 불구하고 페린은 아인슈타인의 예측을 시험하기 위해 빛의 굴절을 관찰하는 데 전념한 최초의 천문학자였다.
2년 후, 세 명의 천문대장인 페린, 프로인트리히, 캠벨은 1914년 8월 21일 일식을 관측하기 위해 러시아 제국으로 향하는 탐사에 빛의 편향을 포함시켰다. 구름과 제1차 세계대전의 발발로 인해 결과를 얻을 수 없었다. 그러나 페린은 아인슈타인의 빛의 굴절에 대한 예측을 검증하기 위해 최초의 사진을 찍는 데 성공했다. 가벼운 구름 덮개로 인해 정확한 별 위치를 결정할 수 없었다.
중력장의 본질에 대한 아인슈타인의 주목할 만한 사고 실험 중 하나는 회전 디스크(에렌페스트 역설의 변형)에 대한 것이다. 그는 관찰자가 회전하는 턴테이블 위에서 실험을 하는 모습을 상상했다. 그는 그러한 관찰자가 유클리드 기하학이 예측한 것과 다른 수학적 상수 π 값을 발견할 것이라고 언급했다. 그 이유는 원의 반지름은 수축되지 않은 자로 측정되지만, 특수 상대성 이론에 따르면 자는 수축되기 때문에 원주가 더 길게 느껴지기 때문이다. 아인슈타인은 물리 법칙이 국소적이며 국소적 장에 의해 기술된다고 믿었기 때문에, 이를 바탕으로 시공간이 국소적으로 휘어질 수 있다는 결론을 내렸다. 이로 인해 그는 리만 기하학을 연구하게 되었고, 이 언어로 일반 상대성 이론을 공식화하게 되었다.
1912년에 아인슈타인은 모교인 취리히 연방 공과대학교에서 교수직을 수락하기 위해 스위스로 돌아왔다. 취리히로 돌아온 그는 곧바로 옛 ETH 동창이자 현재 수학 교수인 마르셀 그로스만을 찾아갔는데, 그는 그에게 리만 기하학과 더 나아가 미분기하학을 소개해 주었다. 이탈리아 수학자 툴리오 레비치비타로 인하여 아인슈타인은 중력 이론을 위해 일반 공분산(본질적으로 텐서 사용)의 유용성을 탐구하기 시작했다. 한동안 아인슈타인은 이 접근 방식에 문제가 있다고 생각했지만 나중에 다시 이 접근 방식으로 돌아왔고 1915년 후반에 오늘날 사용되는 형태로 일반 상대성 이론을 발표했다. 이 이론은 중력을 물질에 의한 시공간의 구조의 왜곡으로 설명하고, 이는 다른 물질의 관성 운동에 영향을 미친다.
1차 세계대전 동안에는 국가 안보상의 이유로 중부 강대국 과학자들의 연구 결과는 중부 강대국 학자들에게만 공개되었다. 아인슈타인의 일부 업적은 오스트리아의 파울 에렌페스트와 네덜란드의 물리학자, 특히 1902년 노벨상 수상자인 헨드릭 로런츠와 라이덴 대학의 빌럼 더시터르의 노력을 통해 영국과 미국에 전해졌다. 전쟁 후, 아인슈타인은 라이덴 대학과의 관계를 유지하며 특별 교수 계약을 수락했다. 1920년부터 1930년까지 10년 동안 그는 정기적으로 네덜란드로 여행하여 강의를 했다.
1917년에 몇몇 천문학자들이 프라하에서 아인슈타인의 1911년 도전을 받아들였다. 미국 캘리포니아주에 위치한 윌슨산 천문대는 중력적 적색편이가 나타나지 않는다는 태양 분광 분석 결과를 발표했다. 1918년에 캘리포니아에 있는 리크 천문대 역시 아인슈타인의 예측을 반증했다고 발표했지만 그 결과는 공개되지 않았다.
그러나 1919년 5월, 영국의 천문학자 아서 스탠리 에딩턴이 이끄는 팀은 브라질 북부 소브랄과 서아프리카 섬인 프린시페에서 두 차례의 탐사를 통해 일식을 촬영하면서 태양에 의한 별빛의 중력적 휘어짐에 대한 아인슈타인의 예측을 확인했다고 주장했다. 노벨상 수상자 막스 보른은 일반 상대성 이론을 "자연에 대한 인간 사고의 가장 위대한 업적"이라고 칭찬했다. 동료 수상자 폴 디랙은 그것이 "아마도 역사상 가장 위대한 과학적 발견"이라고 말했다.
에딩턴 탐험에서 촬영된 특정 사진을 면밀히 조사한 결과 실험적 불확실성이 에딩턴이 입증했다고 주장한 효과의 규모와 비슷한 것으로 나타났으며 1962년 영국 탐험에서는 이 방법이 본질적으로 신뢰할 수 없다는 결론을 내렸다는 주장이 있었다. 일식 중 빛의 편향은 나중에 더 정확한 관찰을 통해 확인되었다. 일부 사람들은 이 신인의 명성에 반감을 품었는데, 특히 나중에 도이치 물리학 운동을 시작한 일부 민족주의적 독일 물리학자들이 그러했다.

## 황금기
킵 손은 "일반 상대성 이론의 황금기"를 대략 1960년에서 1975년까지의 기간으로 정의한다. 이 기간 동안 이전에는 호기심의 대상으로 여겨졌던 일반 상대성 이론 연구가 이론 물리학의 주류로 편입되었다 이 기간 동안 중력 연구자와 일반 대중의 상상력에 영감을 주는 많은 개념과 용어가 소개되었는데, 여기에는 블랙홀과 중력 특이점이 포함된다. 동시에, 이와 밀접하게 관련된 발전 과정에서 물리 우주론에 대한 연구가 주류로 진입하였고 빅뱅이 확립되었다.